# 2013 JL64
2013 JL64, também escrito como 2013 JL64, é um objeto transnetuniano que está localizado no disco disperso, uma região do Sistema Solar. Ele possui uma magnitude absoluta de 7,5 e tem um diâmetro estimado de 139 km.

## Descoberta
2013 JL64 foi descoberto no dia 7 de maio de 2013 pelo Outer Solar System Origins Survey.

## Órbita
A órbita de 2013 JL64 tem uma excentricidade de 0,371 e possui um semieixo maior de 57,179 UA. O seu periélio leva o mesmo a uma distância de 35,941 UA em relação ao Sol e seu afélio a 78,417 UA.